# Zabirea, Jovkva
Zabirea (în ucraineană Забір'я) este localitatea de reședință a comunei Zabirea din raionul Jovkva, regiunea Liov, Ucraina.

## Demografie
Componența lingvistică a localității Zabirea
     Ucraineană (99,69%)
     Alte limbi (0,23%)
Conform recensământului din 2001, majoritatea populației localității Zabirea era vorbitoare de ucraineană (99,69%), existând în minoritate și vorbitori de alte limbi.